# Кир Јања (позоришна представа)
Кир Јања је српска позоришна представа коју је режирао Егон Савин по истоименој комедији српског писца Јована Стерије Поповића из 1837. Премијерно је одиграна 25. децембра 1992. у Народном позоришту у Београду. Представа је одиграна у већини градова Србије и неколико пута у иностранству: у Бечу 1998, Бањој Луци, Куманову и Скопљу 2002. Чикагу 2006. и поново у Бечу 15. децембра 2013.

## Награде
- Представа је проглашена за најзначајније остварење у култури за 1992. и освојила три награде.[5]
- Предраг Ејдус - Стеријина награда за глумачко остварење, 1992.
- Егон Савин - Стеријина награда за режију, 1992.
- Герослав Зарић - Стеријина награда за сценографско остварење, 1992.
- Представа је по избору позоришних критичара ТВ Београд и београдских листова проглашена за најбољу представу 1993. године.
- Предраг Ејдус - Награда Народног позоришта за глумачко остварење, 1993.
- Герослав Зарић - Награда Народног позоришта за сценографско остварење, 1993.
- Нада Блам - Похвала Народног позоришта, 1993.
- Бојана Никитовић - Похвала Народног позоришта, 1993.

## Улоге
| Глумац          | Улога    |
| --------------- | -------- |
| Предраг Ејдус   | Кир Јања |
| Лепомир Ивковић | Мишић    |
| Нада Блам       | Јуца     |
| Милена Ђорђевић | Катица   |
| Миленко Павлов  | Кир Дима |
| Србољуб Милин   | Петар    |
| Јово Боснић     | Пандур   |

## Занимљивости
- Предраг Ејдус и Лепомир Ивковић су једини глумци који су своје улоге одиграли у све досадашње представе, док су се у осталим улогама глумци смењивали.[6]
- Представа је одиграна више од двеста пута и видело је више од 70.000 гледалаца.[7]
- После Живео живот Тола Манојловић из 1967. и Буба у уху из 1971. представља најстарију српску позоришну представу која се још увек игра.[8]